# Буш, Анетта
Анетта Буш (1882, приход Рапла, Эстляндская губерния, Российская империя — 1969, Япония) — эстонская атлетка, борец и цирковая артистка. После переезда в Японию приобрела известность в качестве борца сумо.

## Биография
Родилась в уезде Рапла и уже в подростковом возрасте после переезда в Таллин вступила в местный атлетический клуб, где и начала постигать основы спорта. Гастролировала по стране, выступая с номерами в цирке вместе с другой знаменитой эстонской женщиной-борцом Марией Лоорберг (известной под сценическим прозвищем Марина Лурс). Вместе они в 1907 году предприняли совместное турне, в ходе которого посетили с выступлениями города и деревни Юга России, Сибири и Дальнего Востока, побывав при этом в таких странах, как Китай и Япония. За время турне Анетта Буш состязалась со многими мужчинами и неизменно одерживала победы. Во время гастролей в Поти, в Грузии, это едва не стоило ей жизни, когда побеждённый ею местный силач попытался в отместку за обидное поражение зарезать её.
Разразившаяся в России Гражданская война (1918—1922) вынудила Буш искать убежища за рубежом. Сначала она перебрадась в Китай, а уже оттуда — в Японию. В то же самое время она познакомилась с чешским офицером Йожефом Хилиновски. Позже они поженились и стали партнёрами. Йожеф стал менеджером Анетты, и вместе они зарабатывали, организовывая выступления и показательные бои. Эстонская спортсменка, выделявшаяся могучим телосложением, произвела неизгладимое впечатление на японскую публику, неизменно изумляя её разными трюками, наиболее известным из которых был «мостик», во время которого на груди спортсменки размещался помост с целым оркестром из десяти человек. Не менее впечатляющими были и её успехи в сумо.
В конце 30-х гг. XX века Анетта Буш планировала вернуться в Эстонию, которая в те годы была уже независимым государством, однако Вторая мировая война не позволила ей этого сделать. Она решила остаться в Японии, где и скончалась в 1969 году в возрасте 87 лет.